# 森田健作
森田 健作（もりた けんさく、1949年〈昭和24年〉12月16日 - ）は、日本の政治家、歌手、俳優、司会者、タレント。本名は、鈴木 栄治（すずき えいじ）。
千葉県知事（公選第18・19・20代）、文部政務次官（第2次橋本改造内閣・小渕内閣・小渕第1次改造内閣）、沖縄開発政務次官（第1次橋本内閣）、衆議院青少年問題に関する特別委員会筆頭理事、同文部科学委員会理事、衆議院議員（2期）、参議院議員（1期）、自由民主党情報調査局長、21世紀クラブ代表、同幹事長などを歴任。
知事業務における法的書類には本名を使用した。タレントとしてサンミュージックに所属しており、同社に所属するタレントの1期生。また、千葉県知事退任後は同社最高顧問に就任。
趣味はガーデニング。身長175センチメートル。愛称はモリケン。

## 経歴

### 高校卒業まで
東京都大田区久が原で生まれ、4歳で同区東矢口へ転居した。兄、姉、弟、妹の5人兄弟姉妹であったが、兄は幼少期に網膜芽細胞腫で死亡している。両親は当初「善治（ぜんじ）」という名前を思慮していたが、近所で同名の故人があり「英治」とした。
剣道三段である父の亀男の方針で大田区立矢口東小学校6年生の夏から、母方の親族である奥田芳太郎の埼玉県蕨市の道場へ通う。大田区立安方中学校3年生の時に範士より二段を允可された（この真偽については#プロフィールの誤記載を参照）。中学生組の大将として高校生組の大将と対抗試合を行い勝利する。1968年春に私立正則高等学校を卒業する。

### 芸能活動など
高校卒業後は大学受験に失敗し、日劇ダンシングチームで活動する姉が、同僚の萩田と後年にサンミュージックでマネージャーを務める福田時雄を紹介する。男性新人を探していた福田のアドバイスで、神田の予備校へ通いながら週に2回歌のレッスンに通う。3か月後、黛ジュンのヒット曲『夕月』の映画化で出演する。そしてその『夕月』での役名をそのまま自身の芸名とした。続く『婚前旅行』と4作目の『夕陽の恋人』で初主演する。それ以後、1970年代前半には学園生活を描いた数々のテレビドラマに出演し、「青春の巨匠」という紹介が定着した。
1978年に明治学院大学法学部を中途退学する。自らが30代になった1980年代に入ると、ドラマ出演は従来の学園ものから時代劇中心へとシフトし、司会業にも挑戦したが、後述する政治活動の開始と共に俳優としての活動は減少した。
1995年に文部省選定の防犯教育ビデオ映画『地球防衛少女イコちゃん』、1996年に『I am 日本人』、それぞれで企画と製作総指揮を担当して自ら出演した。

### 政治活動歴

#### 参議院議員
1992年、第16回参議院議員通常選挙に東京都選挙区から無所属で立候補し、連合主導で民社党、社会党、社民連の推薦を受けて当選した。当時争点となっていたPKO法案に賛成の立場で、これに反発する社会党・社民連支持者の一部は弁護士の内田雅敏を擁立する分裂選挙となった。無所属のまま民社党会派に参加し、民社党解党前の1994年に野党時代の自由民主党へ移り、6月の内閣総理大臣指名選挙は党議拘束に反し、日本社会党委員長の村山富市ではなく当時自民党総裁の河野洋平に投票した。

#### 衆議院議員
1998年3月29日執行、新井将敬の死去に伴う欠員補充の衆議院東京4区補欠選挙に立候補したため、公示日の同月17日付で公職選挙法の規定に基づき参議院議員を退職（自動失職）した。補欠選挙では松原仁、上田哲らを抑えて初当選する。2000年の第42回衆議院議員総選挙で、自民党の公認を得られず無所属で立候補し再選。その後、自民党に復党。2003年8月、土屋義彦の辞職による埼玉県知事選挙への立候補に意欲を示したが、最終的に撤回した。直後の11月に行われた第43回衆議院議員総選挙には立候補を見送った。

#### 2005年千葉県知事選挙
2005年、千葉県知事選挙に立候補したが、現職の堂本暁子に敗れ落選。

#### 2009年千葉県知事選挙
2009年1月26日に千葉市内で記者会見を開き、3月執行予定の千葉県知事選挙に再度の立候補を表明。3月29日に執行された千葉県知事選挙に無所属として立候補し、1,015,978票を得て初当選した。

#### 県知事就任後
第45回衆議院議員総選挙で、千葉県、神奈川、埼玉県など各地で自民党候補を応援演説した。

#### 2013年の千葉県知事選挙
2013年1月30日に、3月17日投開票予定の千葉県知事選挙で立候補を表明し、無所属として立候補して1,230,137票を得て2度目の当選となる。

#### 2017年の千葉県知事選挙
2017年3月26日に執行された千葉県知事選挙にて3回目の当選を果たす。
2020年11月12日、翌年春の千葉県知事選挙へ出馬しないことを表明した。退任後は公職から退き、タレントに戻る予定。2021年3月4日には自民党推薦の関政幸の応援に駆け付けた。
2021年11月、旭日重光章を受章。

## 政策・主張

### 東京湾アクアライン通行料
- 2009年5月22日に、公約であった東京湾アクアライン通行料の800円へ値下げを、ETC搭載の普通自動車に限り8月から2年間実施することを発表する。観光・物流の活性化で首都圏に385億円の経済効果が生まれた。2014年度から当面の間、料金引き下げの継続することが決まり県負担は年間5億円に削減。経済効果は2014年から約2年半で約1155億円、その内観光消費は968億円。千葉県の728億円だけでなく神奈川県125億円・東京都104億円・埼玉県11億円と首都圏全体に効果が波及している。

### 羽田空港と成田空港
- 東京都大田区にある東京国際空港（羽田空港）を本格的な国際空港として再整備する政策[注釈 2]に対し、同区が出生地で衆議院議員時代の選挙区でもあった森田は賛成し、1998年の選挙公約でも掲げていた。しかし2009年に千葉県知事となると、関東圏における大半の国際線機能をになってきた千葉県成田市の成田国際空港が重要性を失うとして羽田空港再国際化には反対に転じ、同年10月14日には当時の鳩山由紀夫内閣で国土交通大臣を務めていた前原誠司との直接会談に至った。ここで羽田の再国際化を了承した森田は成田での国内線増強に意欲を示した[37]。

- 2010年地元への説明を重ね、国・県・周辺市町・空港会社との四者協議会において発着枠を30万回へ拡大合意。その後第3滑走路増設、B滑走路延伸、年間発着枠50万回への拡大等機能強化の実施に合意。

### 外国人参政権
- 2010年1月14日、民主党や公明党などが成立を目指す外国人参政権について「日本国籍を持って投票すべきだというのが私の考えだ。国会に提出されるなら慎重な審議をお願いしたい」[38][39]と述べた。千葉県議会は、2009年定例会で外国人参政権に反対する意見書を可決[40][41]している。

### 東日本大震災の際の対応
- 地震翌日の2011年3月12日、津波被害の旭市を上空から視察、避難所を訪問[42]。その後、県内の地盤の液状化によるライフラインの被害が明らかになり[43]、浦安市は震災対応のため翌月の県議会議員選挙を行うことが困難と訴えた[44]。17日に知事は統一地方選挙について「計画通り行われると思う」と発言[45]、浦安市や香取市が選挙の延期を求める中、22日には県選挙管理委員会は総務省に「統一地方選を延期する特例法」の指定は要しないと回答[46]。24日、知事は「県選管と浦安市選管の調整を見守りたい」との考えを示した[47]。選挙告示日の4月1日には「総務大臣が、選管からの話、他県の状況を鑑み、精査し決定したことには従わなければならない」、知事は出て行かないかとの問いに「私はどうこうということはない。やるべきことはやるのが当然。選挙に県は協力できる。市の真意がつかめない」と静観の構えを見せた[48][49]。5日には県から浦安市に是正勧告が出されたが、浦安市長は「知事が一度も現場を見ずに是正勧告したことはコメントに値しない」との考えを示した[50]。7日、浦安に足を運ばれるかとの質問に「私の命を受けて副知事が行って市長同行のもと説明を受けており、報告を受けている。状況は十二分に把握しているつもり。県選管も国もその辺は精査していると思う」。公職選挙法の違法状態について「お国が、総務大臣がお考えになるのでは」「みんなが自分を抑えて、県復興のために頑張ろうとしている中、市の対応は残念だ」「こういうときだから一致団結していただきたい」と回答[51]。
- 5月臨時県議会で「浦安の方はぜひ見に来てほしいとのこと」[52]との質問に「浦安市の状況は私も見ている」[52]。6月定例県議会では「4月12日（選挙投票日は10日であった）に、浦安市、習志野市、香取市、我孫子市を回った」[53][53]と答弁（4月13日付け千葉日報「森田知事動向」及び紙面内に被災地視察の記事はない。12日付け千葉日報「県幹部の動静」では1日在庁。また、県の東日本大震災記録誌にも4月12日に視察の記載はない[54]）。
- 6月18日、菅総理大臣が習志野市と浦安市の液状化被災地を視察に来た際に、知事と両市長が被害状況説明。知事は「知事会(5月31日開催)で液状化被害を訴えたらすぐ来てくれた」と評価[55]。天皇の見舞や総理大臣の視察以外で、知事が自ら被災地の首長と対面し現地で被災状況の説明を聞いたのは、震災から半年経った我孫子市、香取市が9月20日[56][57]、旭市が9月22日（同日山武市長、九十九里町長とは意見交換）[58]、浦安市、習志野市、千葉市は10月13日であった[59][60]。また、2019年11月の記者会見にて、「東日本大震災の時に、液状化を公用車で見に行くと市会議員とかいろいろな方の足かせとなる。プライベートで車の中でもいいので状況を見ようと、浦安などに行った」と発言[61][62]。
- なお、東日本大震災の際に、青森県知事は3月12日から13日にかけて沿岸9市町村[63]、岩手県知事は3月12日から19日にかけて沿岸市町村を[64]、宮城県知事は3月中に沿岸市町村[65][66][67]、茨城県知事は3月から5月にかけて津波や液状化被害のあった12市町村[68]の視察を行い首長などに会い被害状況の把握に努めている。岩手県知事は被災自治体視察の際に、県は全面的にコミットし一緒に闘っていくことを伝え、内陸部の市町村長には沿岸市町村への支援も依頼している[69]。

### 東京オリンピック・パラリンピック
- 当初県内での実施競技はなかったが、8競技を誘致することに成功。[70]オリンピックでの競技種目は、レスリング・フェンシング・テコンドー（幕張メッセ）とオリンピック史上初開催となるサーフィン（一宮町釣ヶ崎海岸）。パラリンピックでの競技種目は、ゴールボール・シッティングバレーボール・車いすフェンシング・テコンドー（幕張メッセ）。また、千葉県内では、県及び15市が14ヶ国の事前キャンプについて合意。[71]

### 原発問題
- 福島第一原子力発電所事故後の2011年9月に、原子力発電について「現状において原発をすぐになくすことは事実上困難である」と答弁し[72]、2012年9月も「直ちに原子力発電所をなくすことは現実的でない」[73]と述べた。

### 汚染ごみ焼却灰問題
- 2012年6月18日、県内の放射性物質で汚染されたごみ焼却灰を巡り、県営手賀沼終末処理場内に一時保管施設建設を独断[74]する。灰は一時保管後、日本国政府が建設する最終処分場に埋設予定だが、2012年6月現在で建設用地は未定[要出典]である。
- 2013年6月、高濃度放射性物質を含む焼却灰の最終処分場建設問題で、千葉県内で建設場所の候補地選定を進める国に対して「焼却灰の問題ではみんなが被害者。ただ、助け合いと『絆』の精神で処分場の建設を考えることが大切だ」と述べた[75]。

### 育鵬社の教科書を採用
1997年2月27日、自民党は、教科書からの従軍慰安婦や南京事件の記述の撤廃を求め、議員連盟「日本の前途と歴史教育を考える若手議員の会」（略称：教科書議連）を設立。森田は副会長に就任した。同年12月、教科書議連は勉強会をまとめた書籍『歴史教科書への疑問―若手国会議員による歴史教科書問題の総括』を刊行。森田は同書において「慰安婦を強制的に連行せよ、とした客観的証拠は未だに出てきていない。当時存在した慰安婦は、常に戦場につきものであった業者が、高額のお金を支払って募集した慰安婦であったようだ」と主張した。
2006年9月26日に第1次安倍内閣が発足すると、安倍晋三首相が掲げる教育改革を民間の立場から後押しするために「日本教育再生機構」準備室がつくられた。森田は同準備室の発起人に名を連ねた。日本教育再生機構は同年10月22日に設立され、森田は代表委員に就任した。同団体は日本会議のフロント組織として、育鵬社版の教科書採択のための働きかけを各方面に対し行った。知事初当選から間もない2009年7月8日、森田は、日本教育再生機構代票委員の野口芳宏を千葉県教育委員会委員に任命する議案を千葉県議会に提出し、同議案は可決された。
2015年8月26日、千葉県教育委員会は、県立中学校（千葉中学校、翌春開校予定の東葛飾中学校）で翌年度から4年間使用する歴史と公民教科書に育鵬社版教科書を採択した。しかし、同日の教育委員会会議録が存在しないことが県議らの調査によって明らかとされ、県議会で問題となった。同年9月29日、市民団体「教科書と教育を考える千葉県民の会」（代表・三輪定宣）は県庁で記者会見を開催。育鵬社版の内容に問題があることと採択決定過程が不透明であることを指摘し、採択取り消しを求める意見表明を行った。また、同様の申し入れ書を県教委に提出した。
2020年夏、他社版に切り替える動きが全国で相次ぐも、千葉県教委は同年8月19日、県立中学校で翌年から4年間使う歴史と公民の教科書について、育鵬社版を引き続き採択したと発表した。

### 受動喫煙問題
- 2018年5月31日の定例記者会見で、受動喫煙対策について「今国会で議論されているが、国の指針を出してもらい、それを見極めて千葉県として考えたい。今は国の推移を見守る段階だ」[90]と述べた。国の法案より厳しい条例案を検討していた千葉市長の熊谷俊人は「もともとわれわれは本市独自に考える前に、県に受動喫煙対策をどういうふうにやられるのか考えを確認した」「しかし、県にはその考えがないということだった」と[91]、県の消極性を指摘した。

### アクアラインマラソン
- 2012年海上の高速道路を走る日本初のフルマラソンを実施。約14000人のランナーが参加し、完走率は74%、沿道応援者は約31万人。その後ハーフマラソン(2014年)や車いすマラソン(2016年)などを設け、2016年は34の国と地域から480人の外国人ランナーを含む約16000人が参加し、沿道応援者は約36万人に。2018年には団体戦を新設し約1000人のランナーが参加。

### がんセンター建て替え新棟建設
- 千葉県が運営する千葉県がんセンターの老朽化に伴い、2020年に建て替えを行った。病床数を341床から450床に増床、患者への負担が少ない手術支援ロボットの増設、通院しながら治療が行える薬物療法センターの拡充、放射線療法等との併用による効果が期待される温熱療法装置（ハイパーサーミア）を導入した。

### 選択的夫婦別姓
- 選択的夫婦別姓に反対の立場を取る「夫婦別姓に反対し家族の絆を守る国民委員会」への賛同者の一人[92]。

### 移動交番・防犯ボックス
- 地域防犯力強化のため移動交番車を15台運用開始。（警察官2名（内1名女性）と移動交番相談員1名が乗車）その後、県民の安心感醸成のため全車にAEDを搭載、全警察署に配備し運用台数も60台まで増設させた。また、地域防犯のためコンビニに防犯ボックスを設置し、警察OBと住民、市町村、県警等が連携し防犯活動を行っている。

### 令和元年房総半島台風の対応
- 千葉県で被害を及ぼした令和元年房総半島台風(台風15号)が上陸した2019年9月9日、知事公舎に留まり登庁しなかった件について、森田知事は3日後の12日の知事の記者会見で「9日に県庁に来て指揮を執ったのは何時か」との質問に対し森田知事からは答えず、代わりに危機管理課職員が「風雨が強く外に出ること自体が危険だった。被害情報がまとまり次第知事に報告していた。午前中から連絡を取り、午後2時ぐらいまでには知事は被害状況を把握した」と釈明したが、「どの時点でどのような情報を知事に伝えたか」という詳細な内容については「詳細な時間の記録はなく分からない」と県職員が答えている[93]。また、対策本部の設置が台風通過の翌日（10日）となり、26日に行われた千葉県議会の代表質問にて対応の遅れを指摘したことに対し、「設置が台風通過の翌日になったことは対応の遅れにつながったとは考えていない」と反論している[94]。
- 週刊文春が2019年11月14日号（11月7日発売）にて「台風が上陸した翌日に公用車で芝山町の別荘に向かった」と報道したことについて森田知事は、11月7日の定例記者会見で「別荘ではなく自宅である」「自宅で公用車から私用車へ乗り換え、プライベートで自宅周辺にある富里市などを視察した」と釈明している[95][96]。森田知事は被災翌日の私的視察については「私の政治スタイルであり、問題はない」と見解を述べている[97]。なお、公用車の運転日誌に「千葉市内にて109km走行」との記載については公用車から私用車への乗り換え地点は普段から記載していないと説明し[97]、週刊文春の報道前は自宅に隣接する富里市周辺のコンビニで車を乗り換えたと発表していたが、誤りだったとして陳謝している[96]。

## エピソード
- 父は元警視庁警察官で2007年12月に98歳で死去した。小学生の頃は父親が多忙で一緒に遊びに行くことが少ない、と母親に話すと「お父さんはね、友達がみんな楽しく遊べるようにね、みんなを守ってるんだよ」と言われて、父親の仕事の大変さを理解した[98]と語る。
- 1990年に千葉県山武郡芝山町に、私邸と「森田塾」[99]を設けた。
- 千葉県知事在職時は年度末（3月）で退職する県職員の辞令交付式において、自身の持ち歌である「さらば涙と言おう」を熱唱することが恒例となっており、退職日にプロの歌手による生歌を聴けるとあって、楽しみにしている職員も多かった。新型コロナウイルスの影響により、2019年度（2020年3月）と2020年度（2021年3月）は交付式の実施が見送られたため、2018年度（2019年3月）の開催が最後となった[100]。
- 千葉県知事退任時には自身の持ち歌である「さらば涙と言おう」を熱唱した[101]。また後任の熊谷俊人千葉県知事との引き継ぎで「千葉ナンバーワン！」などと森田節を炸裂させ熊谷知事から「マスクを外しているので喋らない方がいいです。」と注意される場面もあった[102]。

## 不祥事

### 秘書の公職選挙法違反
2000年8月に自身の公設秘書が公職選挙法違反で逮捕され、連座制適用による自身の失職も想定されたが、東京簡裁で罰金50万円の略式命令となり、連座制適用は免れた。

### 千葉知事選挙における虚偽記載公表問題
2009年千葉知事選中は「完全無所属」として選挙活動をしていたが、当選後に自由民主党支部長であると報道され、2009年7月3日に自由民主党を離党した。自民党支部長の森田が「完全無所属」をうたったのは公職選挙法の虚偽記載公表罪に当たるとして、市民団体から刑事告発されたが、2009年9月に千葉地方検察庁は「所属党派証明書の交付を受けていない以上、無所属とせざるを得ない」として不起訴処分とし、2010年7月に千葉県第二検察審査会は「『完全無所属』が政党との人的・資金的なつながりがないことを示すと断言するのは難しい」として不起訴相当とした。

### プロフィールの誤記載
学生時代に剣道の経験があり、俳優デビュー初期よりプロフィールなどで段位は二段であると公表しているが、各地区剣道連盟などが免状を発行する段位ではなく、高校一年生の頃に高野佐三郎の直系で範士である恩師に腕前を認められて「わかった、二段許す」と口頭で言い渡されたと述べた。

## 出演作品

### 映画
- 夕月（1969年） - 森田健作 役
- 恋の季節（1969年） - 安村圭介 役
- 喜劇シリーズ
  - 喜劇 婚前旅行（1969年） - 田村昭太 役
  - 喜劇 逆転旅行（1969年） - 木下信作 役
  - 喜劇 よさこい旅行（1969年） - 伸介 役
  - 喜劇 満願旅行（1970年） - 庄司隆一 役
  - 喜劇 体験旅行（1970年） - 松井英明 役
  - 喜劇 開運旅行（1971年）
  - 喜劇 誘惑旅行（1972年） - 大沢隆 役
  - 喜劇 怪談旅行（1972年） - 坂口大介 役
  - 喜劇 快感旅行（1972年） - 坂本建介 役
  - 喜劇 大誘拐（1976年） - 主演・赤木勝彦 役
- 夕陽の恋人（1969年） - 主演・二宮秀人 役
- 夕陽に向かう（1969年） - 主演・高山弘 役
- 栄光の黒豹（1969年） - 主演・松永吾郎 役
- 夕陽が呼んだ男（1970年） - 主演・北沢健 役
- 東京・パリ 青春の条件（1970年） - 浩 役
- 花の不死鳥（1970年） - 宮沢淳 役
- 三度笠だよ人生は（1970年） - 松浦誠 役
- 高校さすらい派（1970年） - 主演・荒木勉 役
- 望郷（1971年） - 相川道夫 役
- 初笑いびっくり武士道（1972年） - 中野大八郎 役
- 男じゃないか 闘志満々（1973年） - 町田武夫 役
- 愛ってなんだろ（1973年） - 河内俊二 役
- ひとつぶの涙（1973年） - 主演・杉村栄司 役
- 涙のあとから微笑みが（1974年） - 主演・中根徹 役
- 東京ド真ン中（1974年） - 主演・安夫 役
- 流れの譜（1974年） - 菅原次郎 役
- 砂の器（1974年） - 吉村弘 役
- ザ・ドリフターズの極楽はどこだ!!（1974年） - 透 役
- はだしの青春（1975年） - 主演・南条恭助 役
- 夜霧の訪問者（1975年） - 奈良川信二 役
- 青春の構図（1976年） - 谷口守夫 役
- 八甲田山（1977年） - 三上少尉 役
- 惑星大戦争（1977年） - 主演・三好孝次 役[1][2]
- 走れクラウス・第1部（1978年）
- 皇帝のいない八月（1978年） - 有賀弘一 役
- 赤穂城断絶（1978年） - 間十次郎 役
- 真田幸村の謀略（1979年） - 筧十蔵 役
- 黄金の犬（1979年） - 倉田三郎 役
- 徳川一族の崩壊（1980年） - 弥太 役
- 復活の日（1980年） - 真沢隆司 役
- 疑惑（1982年） - 藤原好郎 役
- 必殺! ブラウン館の怪物たち（1985年） - 藤林辰之進 役
- おれは男だ! 「完結編」（1987年） - 主演・小林弘二 役
- GREEN BOY グリーンボーイ（1989年） - 主演・神谷大介 役
- 地球防衛少女イコちゃん（1995年） - モリタニ 役
- ゴーヤーちゃんぷるー（2006年） - 教師 役
- I am 日本人（2006年） - 宮本健一 役

### オリジナルビデオ
- 当選確実（1992年） - 津山良平 役

### テレビドラマ
- おれは男だ!（1971年/日本テレビ） - 主演・小林弘二 役
- たんとんとん（1971年、TBS 日産火曜劇場木下恵介アワー） - 主演・尾形健一 役
- 青春をつっ走れ（1972年/フジテレビ） - 主演・木村大次郎 役
- あしたに駈けろ!（1972年/フジテレビ） - 主演・青木洋介 役
- おこれ!男だ（1973年 - 1974年/日本テレビ） - 主演・江藤太一 役
- 青葉繁れる（1974年/TBS） - 主演・田島稔 役
- 白い地平線（1975年/TBS） - 半沢宏 役
- 銀河テレビ小説（NHK総合）
  - 霧の中の少女（1976年） - 上村 役
- 男たちの旅路（第1部）（1976年/NHK総合） - 主演・柴田竜夫 役
- われは海の子（1976年/TBS） - 主演・平井健太郎 役
- 気まぐれ天使（1976年/日本テレビ） - 榎本一光 役
- 銭形平次（フジテレビ）
  - 第666話「やがて青空」 - 第787話「同心・青柳伸之介死す!」 （1979年 - 1981年） - 同心・青柳伸之介 役
  - 第888話「ああ十手ひとすじ!!八百八十八番大手柄」（1984年）
- 必殺からくり人（1976年/朝日放送） - 仕掛の天平 役
- 阪急ドラマシリーズ（関西テレビ）
  - またまたどうなってるの!?（1978年） - 主演
  - こんどはどうなってるの!?（1978年 - 1979年） - 主演・吾一 役
- 土曜ワイド劇場「歪んだ星座 受験戦争連続殺人」(1979年/テレビ朝日・松竹） - 堀井刑事 役
- 若き日の北條早雲（1980年/テレビ朝日） - 伊助 役
- 恐怖!パニック!!人喰熊 史上最大の惨劇 羆嵐 (1980年/読売テレビ・東映)   - 島川 役
- 赤かぶ検事奮戦記シリーズ（1980年/朝日放送） - 榊田警部補 役、笛吹洞一検察事務官 役
- 松本清張の小さな旅館（1981年、テレビ朝日・東映） - 北原刑事 役
- 吉宗評判記 暴れん坊将軍 第167話「提灯侍一番勝負!」（1981年、テレビ朝日・東映） - 松山平四郎 役
- 仕事人大集合（1982年/朝日放送） - 仕掛の天平 役
- はらぺこ同志（1982年/TBS） - 森川勇司 役
- 源九郎旅日記 葵の暴れん坊 第30話「命を捨てに来た男」（1982年、テレビ朝日・東映） - 文次 役
- 水戸黄門（TBS・C.A.L）
  - 第13部 第26話「六十余州は日本晴れ -鹿児島・水戸-」（1983年4月11日） - 島津綱政 役
  - 第14部 第6話「恩讐越えたこけし人形 -鳴子-」（1983年12月5日） - 鵜島多三郎 役
- 大岡越前 第8部〜第11部（1984〜1990年、TBS / C.A.L） - 蕪木兵助 役
- 江戸を斬るVII（1987年、TBS / C.A.L） - 秋月兵馬 役
- サラリーマン忠臣蔵 華麗なる復讐　(1989年/テレビ朝日)　- 堀部安夫 役
- 大忠臣蔵（1989年/テレビ東京） - 高田郡兵衛 役
- 風雲!真田幸村（1989年/テレビ東京） - 猿飛佐助 役
- 美空ひばり物語（1989年/TBS） - 加藤増吉 役

### 海外ドラマの声の吹き替え
- 素晴らしき日々（1988年。英: The Wonder Years、NHK教育） - ナレーター

### 情報・バラエティ番組
| 期間                | 期間                | 番組名                                       | 役職                                       |
| ------------------- | ------------------- | -------------------------------------------- | ------------------------------------------ |
| 1973年10月1978年7月 | 1975年3月1978年12月 | ベスト30歌謡曲（NETテレビ／テレビ朝日）      | 司会                                       |
| 1984年4月           | 1984年9月           | 森田一義アワー 笑っていいとも!（フジテレビ） | 月曜日レギュラー担当                       |
| 1985年7月           | 1985年9月           | プロ野球BOXシート（日本テレビ）              | 司会                                       |
| 1991年4月           | 1991年9月           | 森田健作の熱血テレビ（テレビ朝日）           | 司会                                       |
| 1991年10月          | 1992年3月           | 女38歳気になるテレビ（テレビ朝日）           | 司会                                       |
| 2010年4月           | 2019年9月7日        | 熱血BO-SO TV（千葉テレビ放送）               | 熱血相談役                                 |
| 2019年1月27日       | 不定期放送          | もしもで考える…なるほど!なっとく塾（BSフジ） | 塾長                                       |
| 2010年4月           | 2010年9月           | ようこそ千葉〜おもてなしの心〜（フジテレビ） | 千葉県知事（当時）の肩書きでレギュラー出演 |
| 2010年10月          | 2021年4月           | 千葉の贈り物〜まごころ配達人〜（フジテレビ） | 千葉県知事（当時）の肩書きでレギュラー出演 |

徹子の部屋（2025年3月24日）

### ラジオ
千葉県知事就任以降、千葉県知事選挙の時期はレギュラー番組を休止したり代理のパーソナリティーが出演する。
- 千葉ドリーム!もぎたてラジオ[108]（TBSラジオ） - 2011年7月 - 2020年3月29日
- 森田健作のわれらコーヒー仲間（文化放送）
- 青春森田塾 地球サイズで考えよう!（文化放送）[3]
- 森田健作の我らニッポン人（ニッポン放送） - 2006年4月 - 2011年9月26日
- 森田健作 青春の勲章は くじけない心（ニッポン放送） - 2021年4月11日 -
- 森田健作 ひとつぶの青春（TOKYO FM）
- 森田健作 青春スピリット → 森田健作 青春スピリッツ!（bayfm） - ？ - 2016年12月、2017年6月 - 2019年9月15日
- あの時に逢いたい（bayfm） - 2015年4月 - 2016年12月、2017年6月 - 2019年9月
- 房総社長漫遊記（bayfm）- 2018年8月6日 - 2018年8月30日※京本政樹との共演。
- 森田健作 青春もぎたて朝一番![109]（NACK5） -  2021年4月11日 -

### パチンコ
- CRおれは男だ!（ニューギン）

## ディスコグラフィ

### シングル
| #                                                              | 発売日                                          | A/B面                                           | タイトル                                        | 作詞                                            | 作曲                                            | 編曲                                            | 規格品番                                        |
| RCA → RVC（現：ソニー・ミュージックレーベルズ）                | RCA → RVC（現：ソニー・ミュージックレーベルズ） | RCA → RVC（現：ソニー・ミュージックレーベルズ） | RCA → RVC（現：ソニー・ミュージックレーベルズ） | RCA → RVC（現：ソニー・ミュージックレーベルズ） | RCA → RVC（現：ソニー・ミュージックレーベルズ） | RCA → RVC（現：ソニー・ミュージックレーベルズ） | RCA → RVC（現：ソニー・ミュージックレーベルズ） |
| -------------------------------------------------------------- | ----------------------------------------------- | ----------------------------------------------- | ----------------------------------------------- | ----------------------------------------------- | ----------------------------------------------- | ----------------------------------------------- | ----------------------------------------------- |
| 1                                                              | 1969年 4月5日                                   | A面                                             | 夕陽の恋人                                      | 石井志都子                                      | おおやまたかし                                  | 竹村次郎                                        | JRT-1018                                        |
| 1                                                              | 1969年 4月5日                                   | B面                                             | 恋を飾ろう                                      | 中山桜子                                        | 竹村次郎                                        | 竹村次郎                                        | JRT-1018                                        |
| 2                                                              | 1969年 8月5日                                   | A面                                             | この夢を君に                                    | わだじゅんこ                                    | 鈴木邦彦                                        | 鈴木邦彦                                        | JRT-1033                                        |
| 2                                                              | 1969年 8月5日                                   | B面                                             | 赤いヨットでいったやつ                          | 石井志都子                                      | 竹村次郎                                        | 竹村次郎                                        | JRT-1033                                        |
| 3                                                              | 1969年 12月5日                                  | A面                                             | あのとき君は天使だった                          | 川内康範                                        | 鈴木邦彦                                        | 渋谷毅                                          | JRT-1050                                        |
| 3                                                              | 1969年 12月5日                                  | B面                                             | 涙のファンタジー                                | 川内康範                                        | 鈴木邦彦                                        | 鈴木邦彦                                        | JRT-1050                                        |
| 4                                                              | 1970年 3月5日                                   | A面                                             | 花びらの青春                                    | 山口ゆき子                                      | すぎやまこういち                                | 有明春樹                                        | JRT-1061                                        |
| 4                                                              | 1970年 3月5日                                   | B面                                             | 若者は青い鳥                                    | 橋本淳                                          | すぎやまこういち                                | 有明春樹                                        | JRT-1061                                        |
| 5                                                              | 1970年 7月25日                                  | A面                                             | 制服の恋人                                      | 中山桜子                                        | 竹村次郎                                        | 竹村次郎                                        | JRT-1099                                        |
| 5                                                              | 1970年 7月25日                                  | B面                                             | おれたちの明日                                  | 秋津健                                          | 池田耕造                                        | 竹村次郎                                        | JRT-1099                                        |
| 6                                                              | 1971年 2月25日                                  | A面                                             | さらば涙と言おう                                | 阿久悠                                          | 鈴木邦彦                                        | 鈴木邦彦                                        | JRT-1152                                        |
| 6                                                              | 1971年 2月25日                                  | B面                                             | 男なら気にしない                                | 阿久悠                                          | 鈴木邦彦                                        | 鈴木邦彦                                        | JRT-1152                                        |
| 7                                                              | 1971年 7月5日                                   | A面                                             | 君のいる空                                      | 山田太一                                        | 木下忠司                                        | 木下忠司                                        | JRT-1176                                        |
| 7                                                              | 1971年 7月5日                                   | B面                                             | 恋の誕生日                                      | 石井志都子                                      | 竹村次郎                                        | 竹村次郎                                        | JRT-1176                                        |
| 8                                                              | 1971年 10月25日                                 | A面                                             | 青春の旅                                        | 阿久悠                                          | 鈴木邦彦                                        | 鈴木邦彦                                        | JRT-1194                                        |
| 8                                                              | 1971年 10月25日                                 | B面                                             | かわいいあの子に何を言う                        | 阿久悠                                          | 鈴木邦彦                                        | 鈴木邦彦                                        | JRT-1194                                        |
| 9                                                              | 1972年 1月25日                                  | A面                                             | 友達よ泣くんじゃない                            | 阿久悠                                          | 鈴木邦彦                                        | 鈴木邦彦                                        | JRT-1209                                        |
| 9                                                              | 1972年 1月25日                                  | B面                                             | 恋はどっちだ                                    | 阿久悠                                          | 鈴木邦彦                                        | 鈴木邦彦                                        | JRT-1209                                        |
| 10                                                             | 1972年 4月25日                                  | A面                                             | 若い涙はみな熱い                                | 阿久悠                                          | 鈴木邦彦                                        | 小谷充                                          | JRT-1226                                        |
| 10                                                             | 1972年 4月25日                                  | B面                                             | 夢を胸に飾れ                                    | 阿久悠                                          | 鈴木邦彦                                        | 小谷充                                          | JRT-1226                                        |
| 11                                                             | 1972年 7月25日                                  | A面                                             | 涙によろしく                                    | 阿久悠                                          | 鈴木邦彦                                        | 鈴木邦彦                                        | JRT-1239                                        |
| 11                                                             | 1972年 7月25日                                  | B面                                             | 心に君が住んでいる                              | 阿久悠                                          | 鈴木邦彦                                        | 鈴木邦彦                                        | JRT-1239                                        |
| 12                                                             | 1972年 10月25日                                 | A面                                             | 若者たち                                        | 藤田敏雄                                        | 佐藤勝                                          | 竹村次郎                                        | JRT-1254                                        |
| 12                                                             | 1972年 10月25日                                 | B面                                             | 明日は希望の風が吹く                            | 阿久悠                                          | 鈴木邦彦                                        | 鈴木邦彦                                        | JRT-1254                                        |
| 13                                                             | 1973年 2月25日                                  | A面                                             | 青春に悔はないか                                | 阿久悠                                          | 森田公一                                        | 森田公一                                        | JRT-1279                                        |
| 13                                                             | 1973年 2月25日                                  | B面                                             | 友情                                            | 阿久悠                                          | 森田公一                                        | 森田公一                                        | JRT-1279                                        |
| 14                                                             | 1973年 5月25日                                  | A面                                             | さらば愛の日々                                  | 阿久悠                                          | 森田公一                                        | 森田公一                                        | JRT-1294                                        |
| 14                                                             | 1973年 5月25日                                  | B面                                             | 少年の子守唄                                    | 阿久悠                                          | 森田公一                                        | 森田公一                                        | JRT-1294                                        |
| 15                                                             | 1973年 9月5日                                   | A面                                             | 青春のバラード〜ひとつぶの涙                    | 吉田旺                                          | 中村泰士                                        | 高田弘                                          | JRT-1309                                        |
| 15                                                             | 1973年 9月5日                                   | B面                                             | いつでも夢を見て                                | 有馬三恵子                                      | 小泉猛                                          | 小泉猛                                          | JRT-1309                                        |
| 16                                                             | 1974年 1月15日                                  | A面                                             | 涙のあとから微笑みが                            | 小谷夏                                          | 鈴木邦彦                                        | 鈴木邦彦                                        | JRT-1332                                        |
| 16                                                             | 1974年 1月15日                                  | B面                                             | 君の名はさすらい                                | 小谷夏                                          | 鈴木邦彦                                        | 鈴木邦彦                                        | JRT-1332                                        |
| 17                                                             | 1974年 5月25日                                  | A面                                             | 銀河の約束                                      | 小谷夏                                          | 浜圭介                                          | 竜崎孝路                                        | JRT-1352                                        |
| 17                                                             | 1974年 5月25日                                  | B面                                             | さよならだけ残して                              | 小谷夏                                          | 浜圭介                                          | 竜崎孝路                                        | JRT-1352                                        |
| 18                                                             | 1974年 9月25日                                  | A面                                             | 両手いっぱいの明日                              | 石原信一                                        | 中村泰士                                        | あかのたちお                                    | JRT-1379                                        |
| 18                                                             | 1974年 9月25日                                  | B面                                             | 青春を迎えに行こう                              | 石原信一                                        | 中村泰士                                        | あかのたちお                                    | JRT-1379                                        |
| 19                                                             | 1975年 1月25日                                  | A面                                             | 東京発                                          | 阿久悠                                          | 川口真                                          | 川口真                                          | JRT-1402                                        |
| 19                                                             | 1975年 1月25日                                  | B面                                             | さよならもいわないで                            | 阿久悠                                          | 川口真                                          | 川口真                                          | JRT-1402                                        |
| 20                                                             | 1975年 4月25日                                  | A面                                             | はだしの青春                                    | たかたかし                                      | 美樹克彦                                        | あかのたちお                                    | JRT-1423                                        |
| 20                                                             | 1975年 4月25日                                  | B面                                             | 好きだから好きさ                                | たかたかし                                      | 美樹克彦                                        | あかのたちお                                    | JRT-1423                                        |
| 21                                                             | 1975年 10月5日                                  | A面                                             | 女友達へ                                        | 有馬三恵子                                      | 三木たかし                                      | 三木たかし                                      | JP-1008                                         |
| 21                                                             | 1975年 10月5日                                  | B面                                             | 哀しく美しく                                    | 有馬三恵子                                      | 美樹克彦                                        | 西村秀雄                                        | JP-1008                                         |
| 22                                                             | 1976年 4月25日                                  | A面                                             | 今日は想い出                                    | 有馬三恵子                                      | 三木たかし                                      | 三木たかし                                      | RVS-1003                                        |
| 22                                                             | 1976年 4月25日                                  | B面                                             | 哀愁への旅                                      | 有馬三恵子                                      | 三木たかし                                      | 西村秀雄                                        | RVS-1003                                        |
| 23                                                             | 1976年 11月25日                                 | A面                                             | 兄妹                                            | さいとう大三                                    | 泉八汐                                          | 西崎進                                          | RVS-1040                                        |
| 23                                                             | 1976年 11月25日                                 | B面                                             | さらば都会よ                                    | さいとう大三                                    | 泉八汐                                          | 惣領泰則                                        | RVS-1040                                        |
| フォーライフ（現：フォーライフミュージックエンタテインメント） |                                                 |                                                 |                                                 |                                                 |                                                 |                                                 |                                                 |
| 24                                                             | 1985年 1月21日                                  | A面                                             | さらば涙と言おう (新録音)                       | 阿久悠                                          | 鈴木邦彦                                        | 佐藤準                                          | 7K-169                                          |
| 24                                                             | 1985年 1月21日                                  | B面                                             | 舞姫慕情                                        | 門谷憲二                                        | 森田公一                                        | 佐藤準                                          | 7K-169                                          |
| 25                                                             | 1986年 4月5日                                   | A面                                             | そして青春                                      | 阿部孝夫                                        | 福留淳一                                        | 瀬尾一三                                        | 7K-216                                          |
| 25                                                             | 1986年 4月5日                                   | B面                                             | タニシちゃん                                    | 野村康子                                        | 赤坂東児                                        | 赤坂東児                                        | 7K-216                                          |
| 26                                                             | 1986年 10月5日                                  | A面                                             | 風の道標                                        | 荒木とよひさ                                    | 三木たかし                                      | 佐藤準                                          | 7K-239                                          |
| 26                                                             | 1986年 10月5日                                  | B面                                             | 星を枕に                                        | 荒木とよひさ                                    | 三木たかし                                      | 佐藤準                                          | 7K-239                                          |
| BMGビクター（現：ソニー・ミュージックレーベルズ）              |                                                 |                                                 |                                                 |                                                 |                                                 |                                                 |                                                 |
| 27                                                             | 1991年 8月21日                                  | 01                                              | モリタはスゴイ!                                 | 伊藤アキラ                                      | 森田公一                                        | 森田公一                                        | BVDH-8                                          |
| ダイキサウンド                                                 |                                                 |                                                 |                                                 |                                                 |                                                 |                                                 |                                                 |
| 28                                                             | 2006年 7月19日                                  | 01                                              | 約束                                            | 城之内ミサ                                      | 城之内ミサ                                      | 城之内ミサ                                      | SMLCP-2                                         |

### アルバム
- ケン坊とあなたのクリスマス（1969年10月25日、RCA/日本ビクター）
- あなたの恋人 ケン坊の青春（1970年、RCA/日本ビクター）
- 森田健作の青春（1971年、RCA/日本ビクター）
- 若者たち（1972年、RCA/日本ビクター）
- 青春の詩（1972年、RCA/ビクター音楽産業）
- 情熱の嵐/青春に悔はないか（1973年、RCA/ビクター音楽産業）西城秀樹とのジョイント
情熱の嵐、夏の日の出来事、青春に賭けよう、チャンスは一度、恋の約束、恋する季節
青春に悔いはないか、若者たち、涙によろしく、若い涙はみな熱い、友達よ泣くんじゃない、青春の旅
- 青春讃歌（1973年、RCA/ビクター音楽産業）
- はだしの青春（1975年、RCA/ビクター音楽産業）
- 青春の終る時（1975年、RCA/ビクター音楽産業）
- 森田健作・青春譜／さらば涙と言おう （1980年、RVC）
- GOLDEN☆BEST 森田健作（2005年10月31日、BMG JAPAN）

### タイアップ曲
| 年     | 楽曲                         | タイアップ                                        |
| ------ | ---------------------------- | ------------------------------------------------- |
| 1969年 | 夕陽の恋人                   | 松竹映画「夕陽の恋人」主題歌                      |
| 1970年 | おれたちの明日               | 松竹映画「栄光の黒豹」主題歌                      |
| 1971年 | さらば涙と言おう             | 日本テレビ系テレビドラマ「おれは男だ!」主題歌     |
| 1971年 | 男なら気にしない             | 日本テレビ系テレビドラマ「おれは男だ!」挿入歌     |
| 1971年 | 君のいる空                   | TBS系テレビドラマ「たんとんとん」主題歌           |
| 1971年 | 青春の旅                     | 日本テレビ系テレビドラマ「おれは男だ!」挿入歌     |
| 1972年 | 友達よ泣くんじゃない         | 日本テレビ系テレビドラマ「おれは男だ!」挿入歌     |
| 1972年 | 若い涙はみな熱い             | フジテレビ系テレビドラマ「青春をつっ走れ」主題歌  |
| 1972年 | 涙によろしく                 | フジテレビ系テレビドラマ「あしたに駈けろ!」主題歌 |
| 1972年 | 若者たち                     | フジテレビ系テレビドラマ「あしたに駈けろ!」挿入歌 |
| 1973年 | 青春に悔はないか             | 日本テレビ系テレビドラマ「おこれ!男だ」主題歌     |
| 1973年 | さらば愛の日々               | 日本テレビ系テレビドラマ「おこれ!男だ」主題歌     |
| 1973年 | 青春のバラード〜ひとつぶの涙 | 松竹映画「ひとつぶの涙」主題歌                    |
| 1974年 | 涙のあとから微笑みが         | 松竹映画「涙のあとから微笑みが」主題歌            |
| 1975年 | はだしの青春                 | 松竹映画「はだしの青春」主題歌                    |
| 1976年 | 今日は想い出                 | TBS系テレビドラマ「われは海の子」挿入歌           |
| 1986年 | タニシちゃん                 | NHK「みんなのうた」挿入歌                         |
| 1991年 | モリタはスゴイ!              | 中日ドラゴンズ・森田幸一投手応援歌                |
| 2006年 | 約束                         | 映画「I am 日本人」主題歌                         |

## 著書
- 『青春二十周年なのだ』（ネスコ） ISBN 4890367535
- 絵本『わくわくもりたのなかまたち』（森田塾出版） ISBN 4895030016 ほか
- 『批判するだけでは変わらない : 日本の政治』KKベストセラーズ、1993年2月10日。ISBN 4584008299。
- 『もう少し努力してみないか』（日本能率協会マネジメントセンター） ISBN 4820711997
- 『家庭力』（日本実業出版社、2004年3月20日発売） ISBN 453403718X
- 『元気の泉 森田健作格言サプリ』（教育出版社、2006年10月13日発売） ISBN 4316801996
- 『ゼロの勇気』（PHP研究所、2008年11月22日）ISBN 4569704778
- 『逆境力―成功に導く67の発想』（双葉社、2009年7月31日）ISBN 457530140X

## 政歴
- 1992年 参議院議員（東京都選挙区）初当選（民社党会派に属す）
- 1996年 沖縄開発政務次官に就任
- 1997年 文部政務次官に就任
- 1998年 衆議院議員（東京4区）当選
- 1998年 文部政務次官に就任（2回目）
- 2000年 衆議院議員（東京4区）無所属で当選
- 2001年 自民党復党
- 2002年 自民党情報調査局長に就任
- 2003年 衆院選に立候補せず
- 2009年 千葉県知事選挙に無所属として立候補し当選

## 公的場面での通名（芸名）使用について
国会議員は立法機関の一員であるため、通名（芸名）の使用が認められているが、都道府県知事は行政機関の一員であり、公文書では責任明確化の観点から、芸名使用は認められていない。このため、対外的に法的効果を有する文書などには、本名の『鈴木栄治』が用いられる。